# Taag
De Taag, Portugees: Tejo, Spaans: Tajo, is een rivier op het Iberisch Schiereiland. De Taag mondt voorbij Lissabon in de Atlantische Oceaan uit. Het is met een lengte van ruim 1000 km de langste rivier van het schiereiland. De Ebro, die alleen door Spanje komt, en de Douro hebben een groter stroomgebied.

## Ligging
De Taag ontspringt op 1590 m hoogte op de hellingen van de Muela de San Juan in de Sierra de Albarracín in het oosten van Spanje. De rivier stroomt in westelijke richting en passeert Toledo, waar de middenloop begint. Voorbij Alcántara vormt de Taag over 47 km de grens tussen Spanje en Portugal. De benedenloop van de rivier begint bij het Portugese Santarém. Daar kan er over de Taag worden gevaren en is er al getijdenwerking. De Taag komt voor Lissabon in een estuarium uit, dat een belangrijke natuurlijke haven vormt, maar ook een waardevol natuurgebied.
Het waterniveau in de rivier is afhankelijk van de hoeveelheid neerslag in de vorm van regen en sneeuw. In januari tot april, met een piek in maart, is de waterhoeveelheid maximaal mede door de dooi van de sneeuw in de bergen. Tussen juli en oktober is het debiet minimaal met september als dieptepunt. Bij de grensplaats Alcántara (Cáceres) is de gemiddelde afvoer zo'n 350 m³/s in februari en maart en slechts 11 m³/s in augustus en september.
De Taag is 1008 kilometer lang en stroomt hiervan 816 km in Spanje, dan volgt 47 km als grensrivier en de laatste 145 km in Portugal. Het stroomgebied heeft een oppervlakte van 80.600 km², dat voor 69,2% (55.750 km²) ligt op Spaans grondgebied en 30,8% of 24.850 km² in Portugal.
In het stroomgebied wonen ruim 10 miljoen mensen. In Spanje zijn het er ongeveer 7 miljoen waarvan veruit de meerderheid woont in de agglomeratie Madrid. In Portugal zijn er 3,5 miljoen mensen met als belangrijkste knooppunt het grootstedelijk gebied van Lissabon.
De Taag wordt gebruikt voor de irrigatie van de droge omliggende landbouwgebieden en met talrijke stuwdammen voor stroomopwekking. Langs de oevers wordt wijn verbouwd, bijvoorbeeld in de streek Ribatejo in Portugal.

## Bouwwerken
Beroemde gebouwen en kunstwerken langs en over de Taag zijn onder andere:
- De middeleeuwse Puente de San Martín in Toledo
- De ruim 1900 jaar oude Romeinse Brug van Alcántara in Alcántara, Spanje
- De Torre Vasco da Gama en de brug Ponte 25 de Abril in Lissabon
- De Vasco da Gamabrug, die de langste brug van Europa is, ten oosten van Lissabon.

- Biblioteca Nacional de España: XX451175
- Gemeinsame Normdatei: 4105749-1
- Nationale Bibliotheek van Tsjechië: ge1088207